# Tor Arne Hetland
Tor Arne Hetland (* 12. Januar 1974 in Stavanger) ist ein ehemaliger norwegischer Skilangläufer, der sich auf die Sprint-Disziplinen spezialisiert hatte.

## Werdegang
Hetland lief seit der Saison 1996/97 Weltcuprennen, sein erstes Rennen gewann er im Dezember 1996 in Reit im Winkl. Im Verlauf seiner Karriere kamen neun weitere Siege hinzu (acht Sprintrennen und ein 15-km-Lauf). Darüber hinaus wurde er zehn Mal Zweiter und drei Mal Dritter. In der Saison 2004/05 gewann er die Sprint-Weltcupwertung, 2004/05 und 2005/06 wurde er Dritter der Gesamtwertung.
Bei den Olympischen Winterspielen 2002 gewann Hetland die Goldmedaille im Sprint. In der gleichen Disziplin wurde er 2001 Weltmeister, errang 2003 die Bronzemedaille und 2005 die Silbermedaille. Im Teamsprint wurde er 2005 zusammen mit Tore Ruud Hofstad Weltmeister, 2006 gewann er zusammen mit Jens Arne Svartedal die olympische Silbermedaille. Nach seinem Karriereende, das er aufgrund von Knieschmerzen im April 2009 bekannt gab, war er von 2010 bis 2014 Sprinttrainer der Schweizer Langlauf Nationalmannschaft. Von 2016 bis 2018 war er Trainer der norwegischen Skilanglaufnationalmannschaft.

## Erfolge

### Olympische Winterspiele
- 2002 in Salt Lake City: Gold im Einzelsprint
- 2006 in Turin: Silber im Teamsprint

### Weltmeisterschaften
- 2001 in Lahti: Gold im Einzelsprint und mit der Staffel
- 2003 im Val di Fiemme: Bronze im Einzelsprint
- 2005 in Oberstdorf: Silber im Einzelsprint, Gold im Teamsprint

### Siege bei Weltcuprennen

#### Weltcupsiege im Einzel
| Nr. | Datum             | Ort                    | Disziplin                       |
| --- | ----------------- | ---------------------- | ------------------------------- |
| 1.  | 4. Februar 1996   | Reit im Winkl          | 1 km Sprint Freistil            |
| 2.  | 27. Dezember 1998 | Garmisch-Partenkirchen | 1 km Sprint Freistil            |
| 3.  | 28. Dezember 1998 | Engelberg              | 1 km Sprint Freistil            |
| 4.  | 29. Dezember 1998 | Engelberg              | 1 km Sprint Freistil            |
| 5.  | 11. Dezember 2002 | Clusone                | 1,4 km Sprint Freistil          |
| 6.  | 15. Dezember 2002 | Cogne                  | 1 km Sprint klassisch           |
| 7.  | 4. Dezember 2004  | Bern                   | 1,35 km Sprint Freistil         |
| 8.  | 9. März 2005      | Drammen                | 1,2 km Sprint klassisch         |
| 9.  | 19. November 2005 | Beitostølen            | 15 km klassisch Individualstart |
| 10. | 11. Dezember 2005 | Vernon, BC             | 1,3 km Sprint Freistil          |
| 11. | 15. Dezember 2007 | Rybinsk                | 30 km Freistil Massenstart      |

#### Etappensiege bei Weltcuprennen
| Nr. | Datum             | Ort    | Disziplin              | Rennen              |
| --- | ----------------- | ------ | ---------------------- | ------------------- |
| 1.  | 5. Januar 2007    | Asiago | 1,2 km Sprint Freistil | Tour de Ski 2006/07 |
| 2.  | 29. Dezember 2008 | Prag   | 1,3 km Sprint Freistil | Tour de Ski 2008/09 |

#### Weltcupsiege im Team
| Nr. | Datum             | Ort            | Disziplin                         |
| --- | ----------------- | -------------- | --------------------------------- |
| 1.  | 20. Dezember 1998 | Davos          | 4 × 10 km Staffel 1               |
| 2.  | 26. November 2000 | Beitostølen    | 4 × 10 km Staffel 2               |
| 3.  | 9. Dezember 2000  | Santa Caterina | 4 × 5 km Staffel 3                |
| 4.  | 27. November 2001 | Kuopio         | 4 × 10 km Staffel 4               |
| 5.  | 8. Dezember 2002  | Davos          | 4 × 10 km Staffel 5               |
| 6.  | 7. Dezember 2003  | Toblach        | 6 × 1,2 km Teamsprint Freistil 6  |
| 7.  | 14. Dezember 2003 | Davos          | 4 × 10 km Staffel 7               |
| 8.  | 24. Oktober 2004  | Düsseldorf     | 6 × 1,5 km Teamsprint Freistil 6  |
| 9.  | 15. Dezember 2004 | Asiago         | 6 × 1,2 km Teamsprint klassisch 8 |
| 10. | 25. November 2007 | Beitostølen    | 4 × 10 km Staffel 9               |
| 11. | 7. Dezember 2008  | La Clusaz      | 4 × 10 km Staffel 10              |
| 12. | 21. Dezember 2008 | Düsseldorf     | 6 × 1,5 km Teamsprint Freistil 11 |

### Siege bei Continental-Cup-Rennen
| Nr. | Datum             | Ort     | Disziplin      | Serie           |
| --- | ----------------- | ------- | -------------- | --------------- |
| 1.  | 14. Dezember 1995 | Savalen | 10 km Freistil | Continental Cup |

### Sonstiges
- Sieger Engadin Skimarathon 1999, 2008

## Statistik

### Weltcup-Platzierungen
Die Tabelle zeigt die erreichten Platzierungen im Einzelnen.
- 1.–3. Platz: Anzahl der Podiumsplatzierungen
- Top 10: Anzahl der Platzierungen unter den ersten zehn
- Punkteränge: Anzahl der Platzierungen innerhalb der Punkteränge
- Starts: Anzahl gelaufener Rennen in der jeweiligen Disziplin
- Hinweis: Bei den Distanzrennen erfolgt die Einordnung gemäß FIS.

| Platzierung         | Distanzrennen a | Distanzrennen a | Distanzrennen a | Distanzrennen a | Distanzrennen a | Skiathlon Verfolgung | Sprint | Etappen- rennen b | Gesamt | Team c | Team c  |
| Platzierung         | ≤ 5 km          | ≤ 10 km         | ≤ 15 km         | ≤ 30 km         | > 30 km         | Skiathlon Verfolgung | Sprint | Etappen- rennen b | Gesamt | Sprint | Staffel |
| ------------------- | --------------- | --------------- | --------------- | --------------- | --------------- | -------------------- | ------ | ----------------- | ------ | ------ | ------- |
| 1. Platz            |                 |                 | 1               | 1               |                 |                      | 11     |                   | 13     | 3      | 5       |
| 2. Platz            |                 |                 | 1               |                 | 1               |                      | 12     |                   | 14     | 2      | 2       |
| 3. Platz            |                 |                 | 1               |                 |                 |                      | 7      |                   | 8      | 2      | 2       |
| Top 10              | 1               | 4               | 8               | 6               | 1               | 2                    | 55     | 2                 | 79     | 9      | 14      |
| Punkteränge         | 3               | 12              | 19              | 10              | 3               | 9                    | 78     | 2                 | 136    | 9      | 14      |
| Starts              | 3               | 18              | 36              | 13              | 5               | 15                   | 79     | 3                 | 172    | 9      | 14      |
| Stand: Karriereende |                 |                 |                 |                 |                 |                      |        |                   |        |        |         |

### Weltcup-Wertungen
| Saison    | Gesamt | Gesamt | Distanz | Distanz       | Sprint | Sprint |
| Saison    | Punkte | Platz  | Punkte  | Platz         | Punkte | Platz  |
| --------- | ------ | ------ | ------- | ------------- | ------ | ------ |
| 1996/97   | 98     | 30.    | 80      | 11. 12        | 18     | 46.    |
| 1997/98   | 17     | 62.    | 15      | 42. 12        | 2      | 78.    |
| 1998/99   | 170    | 23.    | 56      | 24. 12        | 354    | 2.     |
| 1999/2000 | 268    | 18.    | 51 24   | 22. 12 52. 13 | 193    | 4.     |
| 2000/01   | 330    | 12.    | –       | –             | 239    | 3.     |
| 2001/02   | 258    | 13.    | –       | –             | 247    | 6.     |
| 2002/03   | 340    | 9.     | –       | –             | 391    | 2.     |
| 2003/04   | 372    | 14.    | 76      | 37.           | 294    | 4.     |
| 2004/05   | 512    | 3.     | 22      | 61.           | 564    | 1.     |
| 2005/06   | 570    | 3.     | 161     | 20.           | 423    | 3.     |
| 2006/07   | 522    | 4.     | 132     | 21.           | 234    | 4.     |
| 2007/08   | 656    | 6.     | 214     | 16.           | 291    | 5.     |
| 2008/09   | 373    | 19.    | 38      | 58.           | 335    | 3.     |